# Clusiodes apiculatus
Clusiodes apiculatus är en tvåvingeart som beskrevs av Malloch 1922. Clusiodes apiculatus ingår i släktet Clusiodes och familjen träflugor. Inga underarter finns listade i Catalogue of Life.